# Вертково (городской округ Домодедово)

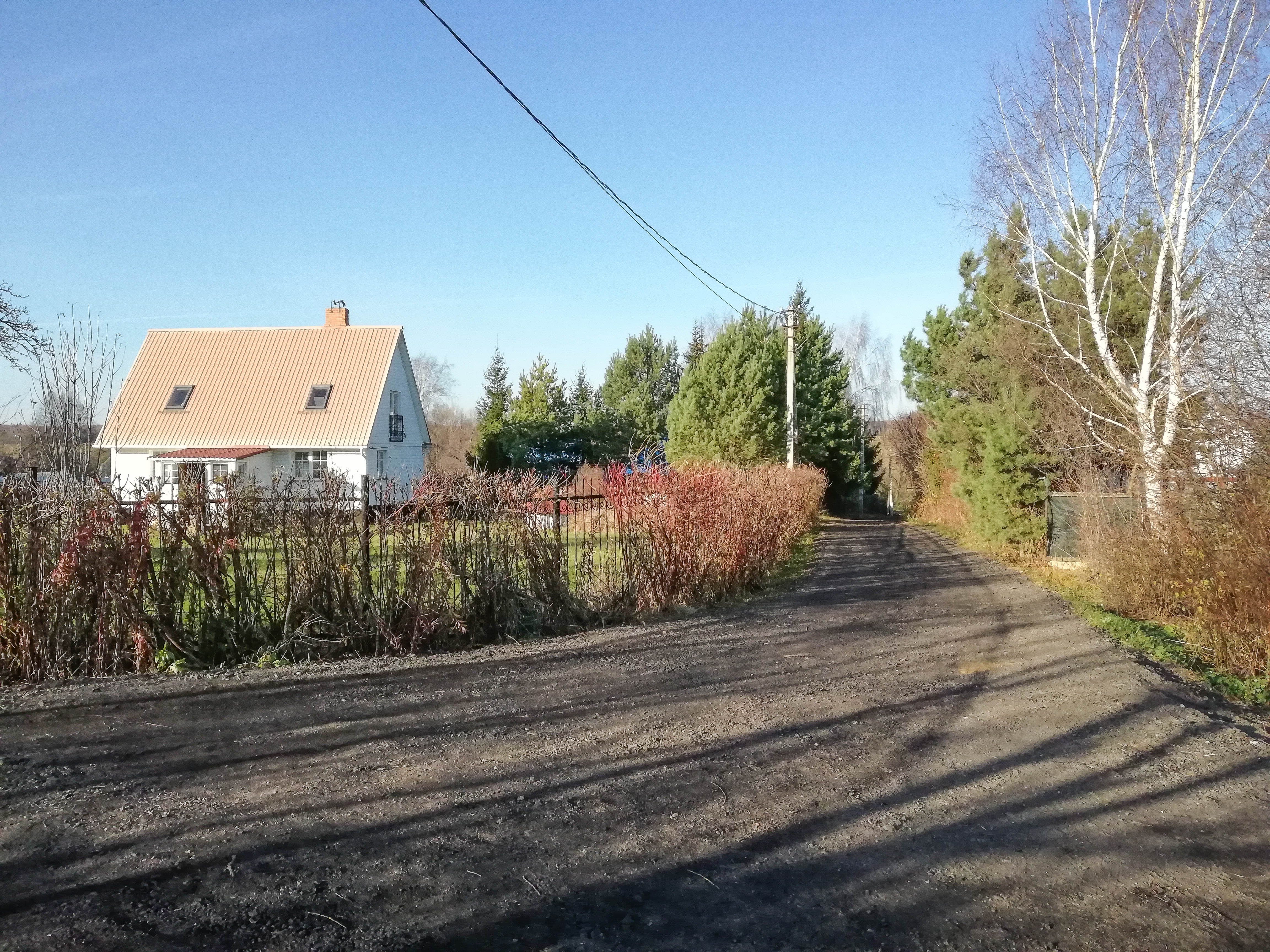
Улица в Вертково

Вертково — деревня в городском округе Домодедово Московской области. Население — 14 человек (2010).

## География
Деревня Вертково расположена в центральной части городского округа Домодедово, примерно в 22 км к юго-востоку от города Домодедово. Высота над уровнем моря 132 м. Через деревню протекает река Северка. Ближайший населённый пункт — село Введенское.

## История
В 1926 году деревня являлась центром Вертковского сельсовета Лобановской волости Бронницкого уезда Московской губернии.
С 1929 года — населённый пункт в составе Михневского района Серпуховского округа Московской области.
В 1959 году деревня передана в Подольский район (в период с 1963 по 1965 гг. находилась в составе Ленинского сельского района). В 1969 году деревня передана во вновь образованный Домодедовский район.
До муниципальной реформы 2006 года деревня входила в состав Лобановского сельского округа Домодедовского района.

## Население
| 2002 | 2010 |
| ---- | ---- |
| 19   | ↘14  |

В 1926 году в деревне проживало 313 человек (135 мужчин, 178 женщин), насчитывалось 70 хозяйств, из которых 67 было крестьянских. По переписи 2002 года — 19 человек (8 мужчин, 11 женщин).